# Ti penso e cambia il mondo
«Ti penso e cambia il mondo» (укр. «Думаю про тебе, і світ змінюється») — пісня італійського співака і кіноактора Адріано Челентано, яка була випущена 13 січня 2012 року як третій сингл з альбому Facciamo finta che sia vero.

## Опис
Автори музики — Стівен Ліпсон (музикант і продюсер таких артистів, як Пол Маккартні, The Rolling Stones і Енні Леннокс) і Маттео Саджезе (працював з Селін Діон), автор тексту — співак Джино Де Крешенцо (Пачіфіко). Композиція являє собою діалог між людиною та Богом, який заспокоє її щодо її майбутнього пісня остаточного прощання з життям, але може також розглядатися як балада про кохання, спроможне змінити погляди на світ.
18 лютого 2012 року Адріано Челентано і Джанні Моранді наживо виконали цю пісню на закритті фестивалю італійської пісні в Сан-Ремо. Цим же дуетом пісня була виконана і на концерті Челентано «Rock Economy», який відбувся у жовтні 2012 року.
Гармонійні оберти пісні частково запозичені з Прелюдії № 20 Фридерика Шопена. Проте 15 жовтня 2012 року на офіційному сайті Челентано з'явився запис, який пояснює, що твір Шопена є суспільним надбанням, тому його «цитування» не може розглядатися як порушення авторських прав.

## Трек-лист
| #  | Назва                                                            | Автор                                                       | Тривалість |
| -- | ---------------------------------------------------------------- | ----------------------------------------------------------- | ---------- |
| 1. | «Ti penso e cambia il mondo» (Думаю про тебе, і світ змінюється) | Стівен Ліпсон, Маттео Саджезе, Джино Де Крешенцо (Пачіфіко) | 4:25       |

## Чарт
| Чарт (2012) | Найвища позиція |
| ----------- | --------------- |
| Італія      | 9               |